# Bethlehem (gruppo musicale tedesco)
I Bethlehem sono un gruppo musicale metal tedesco originario di Grevenbroich, fondato nel 1991 dai tre musicisti Andreas Classen, Jürgen Bartsch e Kläus Matton. Prima di iniziare la carriera nel gruppo, Bartsch e Matton suonavano in un gruppo thrash metal tedesco chiamato Morbid Vision. Bartsch è l'unico componente fisso del gruppo. Nel corso degli anni il loro stile musicale è passato dal black metal degli esordi ad un gothic metal da una forte connotazione sperimentale, corredato da canzoni che ruotano su tematiche morbose inerenti al suicidio, alla depressione, ai malesseri psicologici, alla pazzia, e altrettante più intimistiche incentrate su pensieri e problemi personali.

## Formazione

### Formazione attuale
- Jürgen Bartsch – chitarre, elettronica, synth
- Florian "Torturer" Klein – batteria
- Alexander Schmied – basso, voce

### Ex componenti
Lista parziale.
- Jonathan Théry – voce
- Niklas Kvarforth – voce
- Steve Wolz – batteria
- Olaf Eckhardt – chitarre
- Reuben Jordan – chitarre

## Discografia
Album in studio
- 1994 – Dark Metal
- 1996 – Dictius Te Necare
- 1998 – Sardonischer Untergang im Zeichen irreligiöser Darbietung
- 2001 – Schatten aus der Alexander Welt
- 2004 – Mein Weg
- 2009 – A Sacrificial Offering to the Kingdom of Heaven in a Cracked Dog's Ear
- 2014 – Hexakosioihexekontahexaphobia
- 2016 – Bethlehem
- 2019 – Lebe Dich Leer
- 2022 - The Gospel according to Alexander

EP
- 1998 – Reflektionen auf's Sterben
- 1999 – Profane Fetmilch Lenzt Elf Krank
- 2003 – Suicide Radio
- 2004 – Alles Tot
- 2010 – Stönkfitzchen

Demo
- 1992 – Bethlehem
- 1993 – Thy Pale Dominion